# ブラヴィダ・アレーナ
ブラヴィダ・アレーナ（Bravida Arena）は、スウェーデン・イェーテボリにあるサッカー専用スタジアム。BKヘッケンとBKヘッケンFFがホームスタジアムとして使用している。

## 概要
ラムベリスヴァーレンに代わる新スタジアムとして2014年4月に建設工事がスタートした。同年2月にイェーテボリの市議会にて6,316人収容のスタジアムとして建設許可が下り、スウェーデンサッカー協会が定めるアルスヴェンスカンの試合を開催できるスタジアムとして設計され、ピッチには人工芝が敷かれた。
スタジアムの所有者はイェーテボリ近郊の公共施設を一括管理・運用しているHigab社であり、スタジアムの運用はGot Event社が担う。
2015年6月25日の落成式を経て、2015年7月25日にBKヘッケン対ヘルシンボリIFの試合でこけら落としとなった。

## ギャラリー

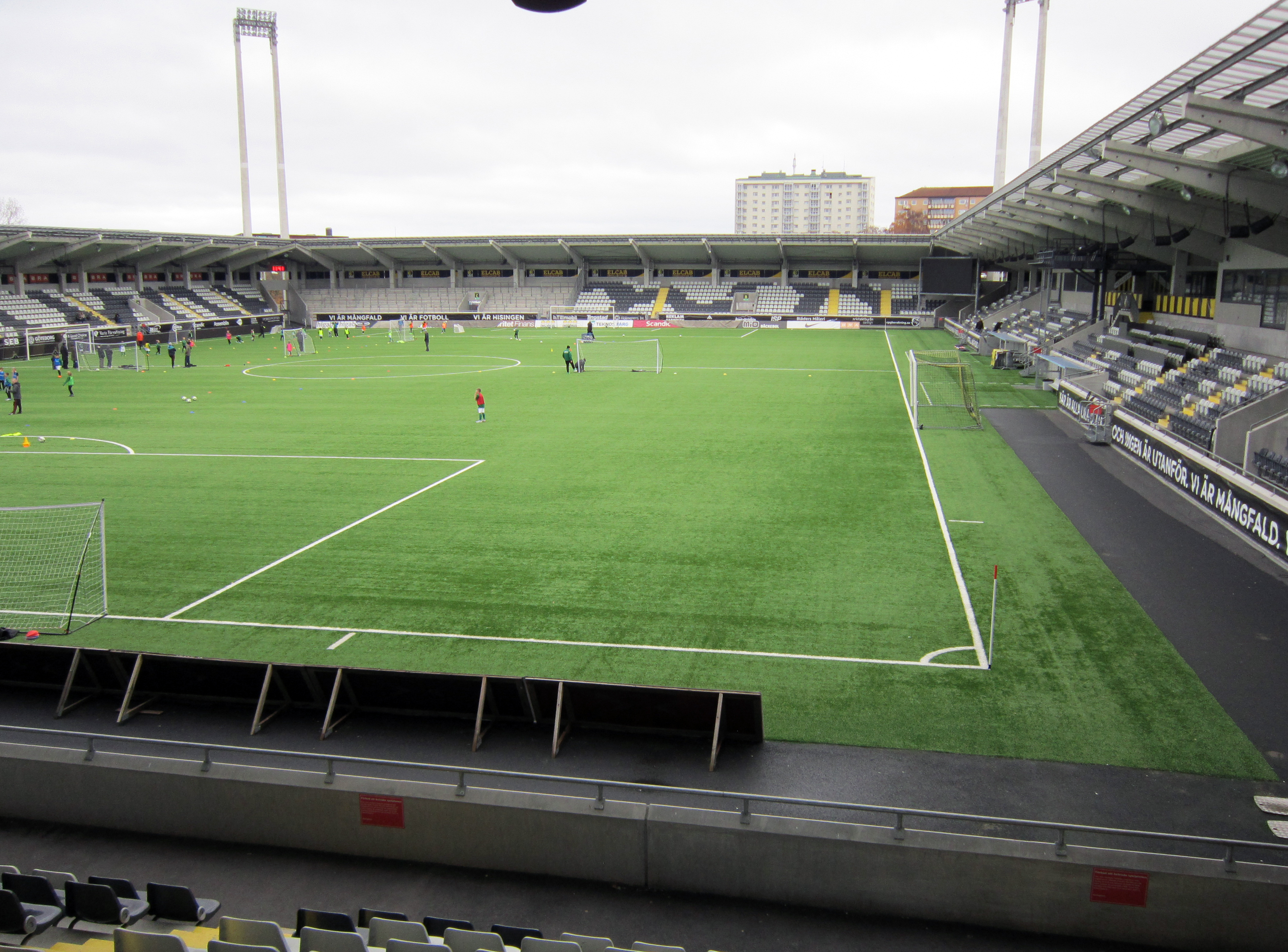
2018年の内観
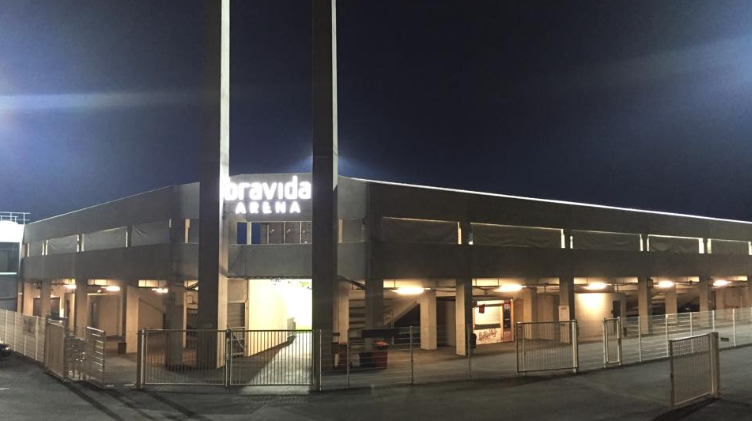
2015年の外観
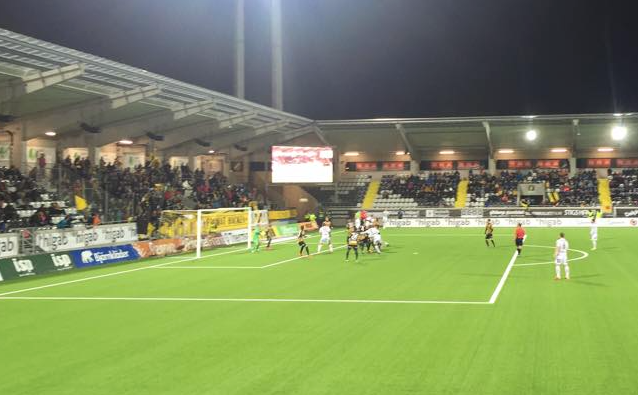
2015年の内観